# TerZake
TerZake was een Vlaams kwartaaltijdschrift over lokaal beleid en burgerparticipatie, dat in 1983 zijn eerste jaargang kende als informatiekanaal van "De Wakkere Burger". Het blad beschreef doorheen de jaren evoluties en praktijkvoorbeelden inzake gemeentebeleid, inspraak en participatie, transparantie en openbaarheid.   
Tussen 1998 en 2013 werd het praktijkblad vormgegeven in samenwerking met Samenlevingsopbouw Vlaanderen.  
Vanaf 2014 was "De Wakkere Burger" opnieuw alleen verantwoordelijk voor de redactionele lijn. TerZake werd sinds 1998 gedrukt en uitgegeven door uitgeverij Die Keure. 
Einde 2020 verscheen het laatste nummer van het tijdschrift. 
Lijst van tijdschriften in België